# Václav Labík-Gregan
Václav Labík-Gregan (11. září 1893 Bohdaneč – ???) byl český atlet-běžec.
Reprezentoval také Čechy na LOH 1912 v bězích na 100, 200 a 400 m, ale nepostoupil z rozběhů.